# 栃木県道110号下野大沢停車場線

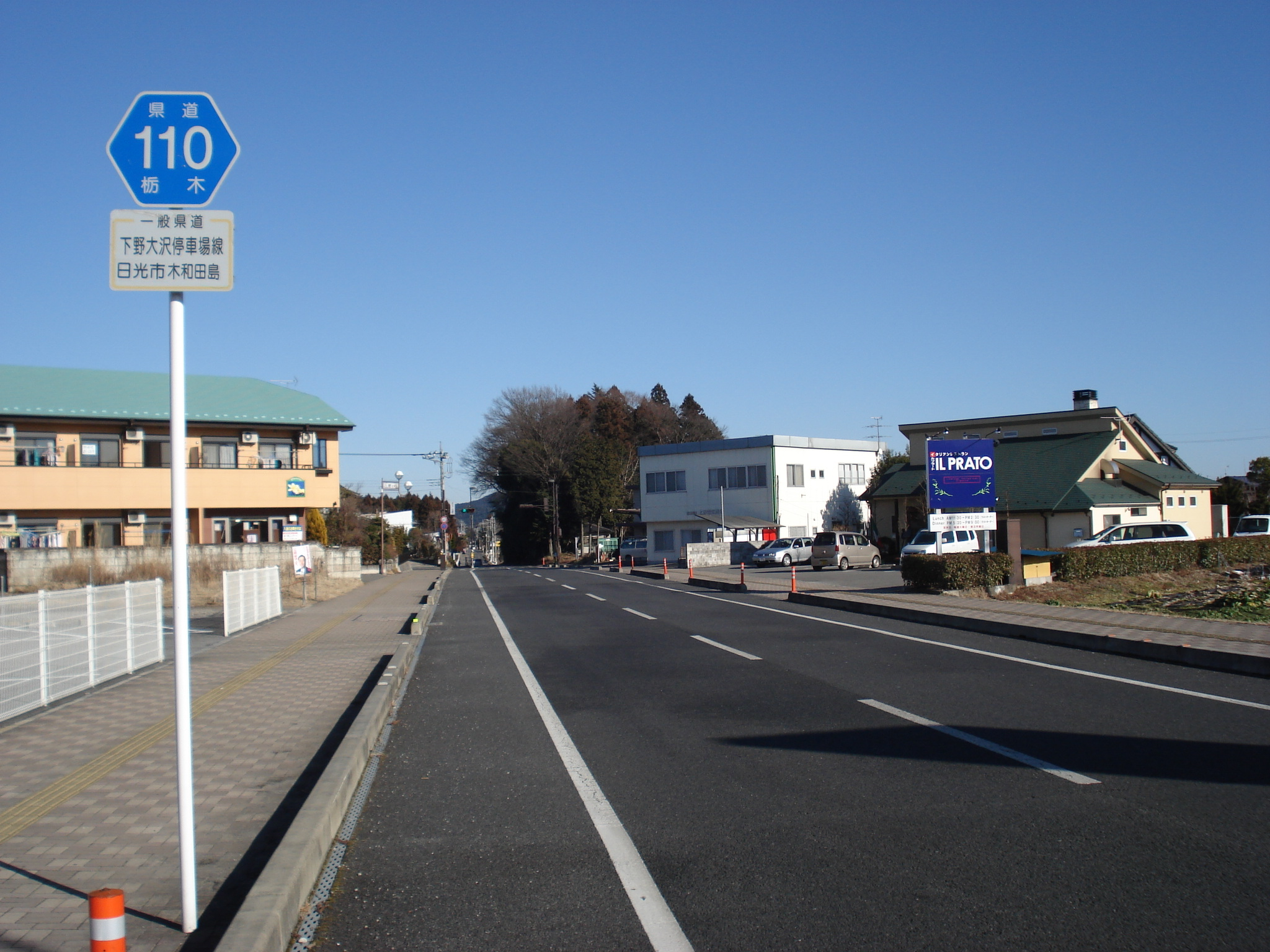
日光市木和田島付近

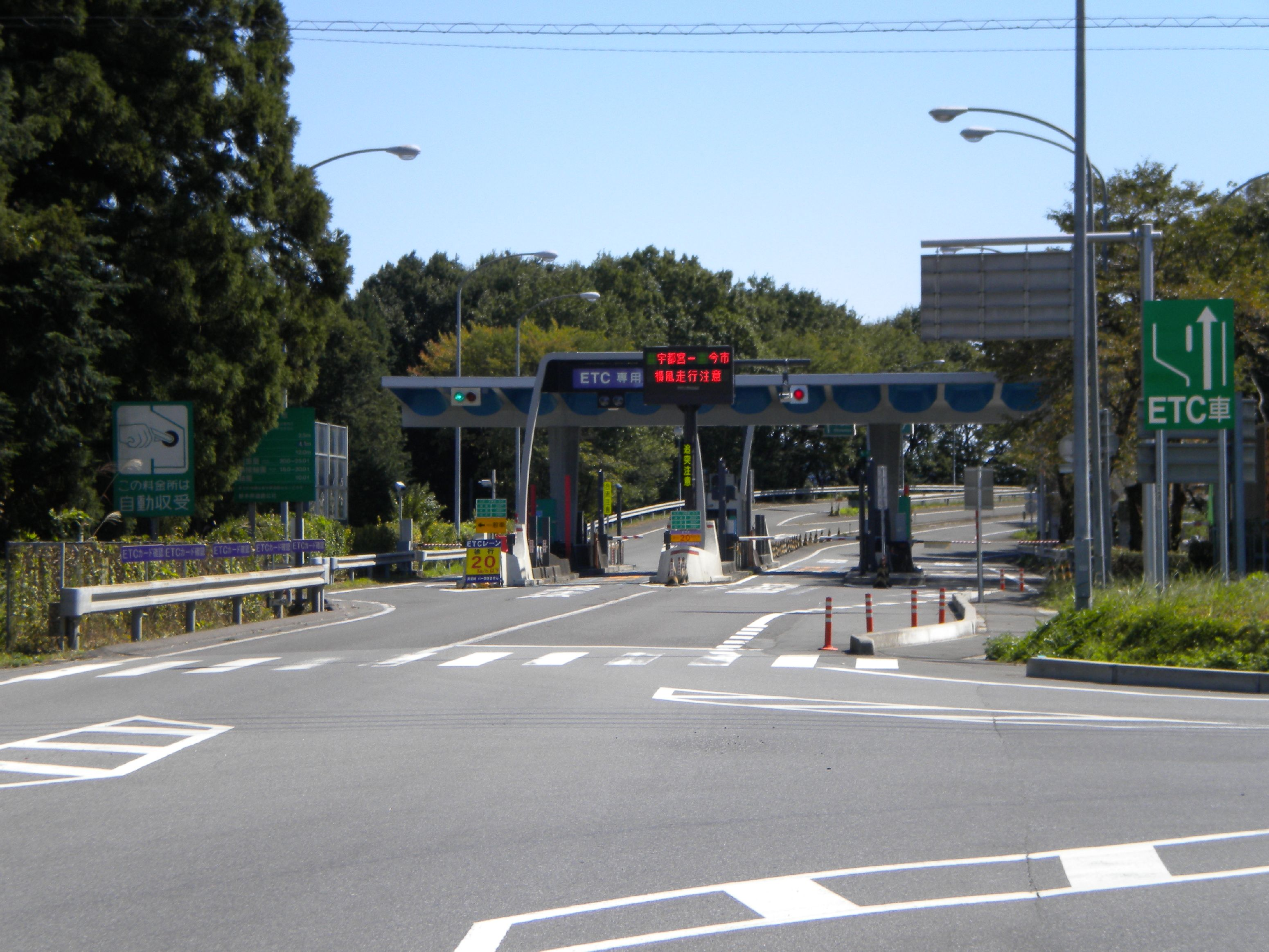
下野大沢停車場線から見た大沢IC

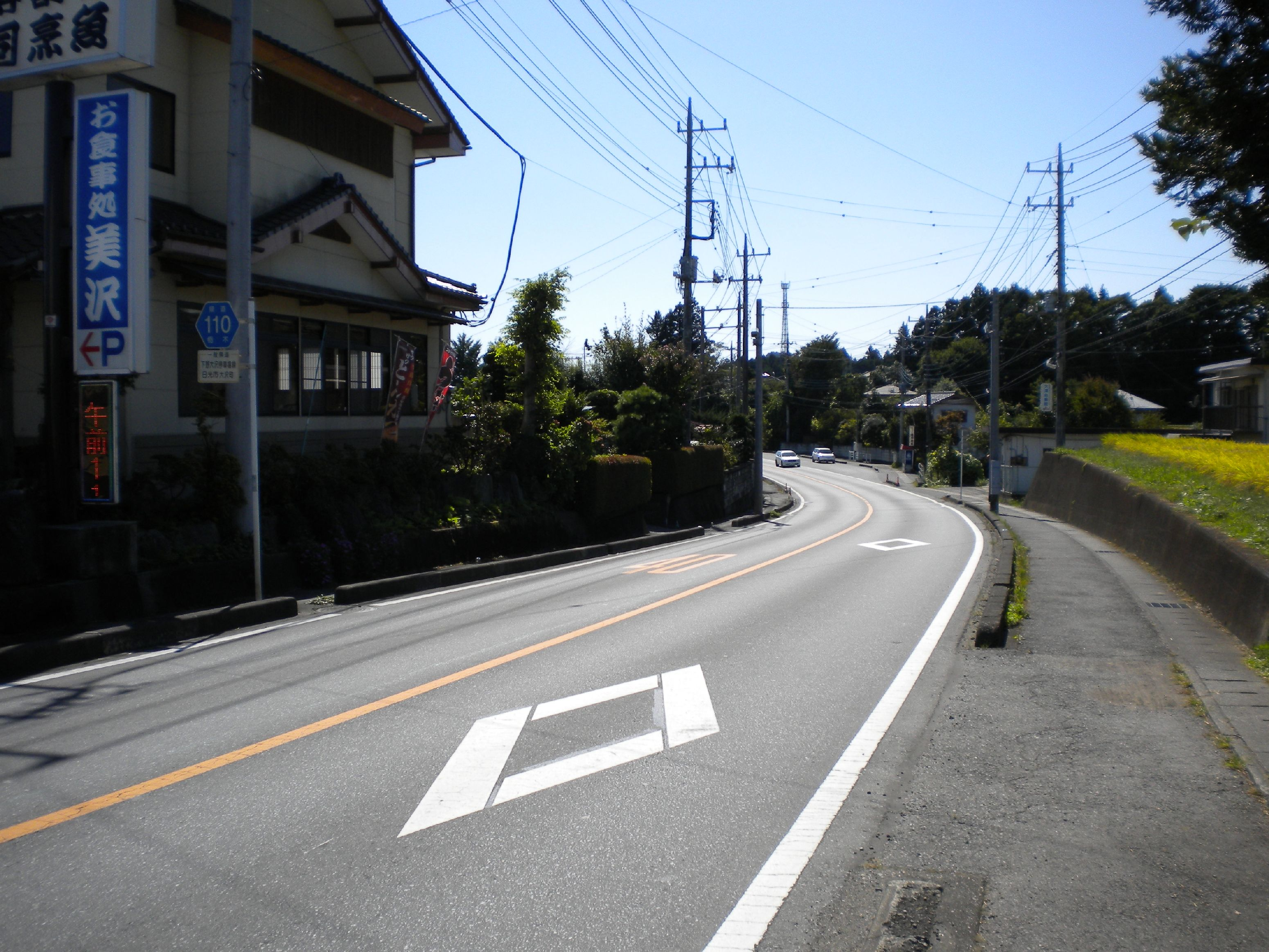
日光市大沢町付近

栃木県道110号下野大沢停車場線（とちぎけんどう110ごう しもつけおおさわていしゃじょうせん）は、栃木県日光市に位置する一般県道である。

## 概要
日光市南東部、日光街道とJR下野大沢駅を結ぶ路線。JR下野大沢駅はかつての日光街道大沢宿や現在の大沢地区（旧大沢村）中心部から西に外れた位置にあり、本路線が駅から大沢地区中心部までを結んでいる。また、木和田島交差点の前後では沿線に木和田島平成町地区の住宅街があり、一定の人口集積がある。
停車場線ではあるが、駅への連絡のみではなく日光宇都宮道路大沢ICと接続しており、こちらへのアクセス道路としての役目も担っている。

## 路線データ
- 総延長：2.638km[1]
- 実延長：2.638km[1]
- 起点：栃木県日光市土沢（下野大沢停車場）
- 終点：栃木県日光市大沢町（大沢交差点＝国道119号交点）
- 認定：1961年（昭和36年）4月1日

## 通過する自治体
- 栃木県
  - 日光市

## 歴史
- 1961年（昭和36年）4月1日 - 一般県道として認定。

## 交通量
24時間自動車類交通量（台/日）
- 日光市木和田島1526-57：6,803

## 沿線施設
- JR日光線 下野大沢駅
- 日光宇都宮道路大沢インターチェンジ
- 日光市役所大沢支所
- 下野大沢駅前郵便局